# Энен-Льетар д’Альзас, Шарль-Луи-Антуан де
Шарль-Луи-Антуан де Энен-Льетар д'Альзас (фр. Charles-Louis-Antoine de Hénin-Liétard d'Alsace; 22 августа 1675, Брюссель — 3 февраля 1740, Брюссель), князь де Шиме и Священной Римской империи, граф де Буссю и де Бомон — военный и государственный деятель Испанских Нидерландов.

## Биография
Сын Филиппа-Луи де Энен-Льетара, князя де Шиме, и Анны Луизы Филиппины Веррейкен, баронессы ван Импден.
Наследовал отцу в 1688 году. После начала войны Аугсбургской лиги французы в апреле 1689 оккупировали земли Шиме и Бомона, освободив их только после подписания Рисвикского мира 24 октября 1697. Графство Буссю было оккупировано в 1690 году. 9 апреля 1691 сдался Монс и французы овладели территорией Эно. Несмотря на представления Штатов провинции, напрасно апеллировавших к условиям капитуляции, а также привилегиям и вольностям края, Людовик XIV в 1693 году повелел набрать в Эно полк милиции из 15 рот по 60 человек в каждой. Граф де Буссю был назначен командующим.
В 1694 году Энен-Льетар был пожалован в рыцари ордена Золотого руна.
После окончания войны, 3 июля 1699 Шарль-Луи-Антуан смог заплатить рельеф за свое княжество.
Во время войны за Испанское наследство его земли снова стали театром военных действий. Князь де Шиме воевал на стороне Филиппа Анжуйского, который 9 мая 1705 произвел его в генерал-лейтенанты, а 3 апреля 1708 возвел в достоинство гранда Испании 1-го класса.
Финансовое положение князя было весьма затруднительным, так как он унаследовал значительные долги Аренбергов, а от земель Шиме и Бомона, находившихся то под секвестром совета Эно, то под иностранной оккупацией, доходов не получал. По выражению фельдмаршала графа де Мерода-Вестерло, Энен-Льетар «увяз в долгах по уши, ради пышного представительства», и в 1715 году едва не оказался в тюрьме. Граф де Мерод спас его от ареста, чтобы не уронить честь ордена Золотого руна.
Помимо прочего, князю пришлось продолжать длительный процесс о претензиях Орлеанского дома на Шиме и Бомон, восходивших еще к началу XVI века, наследству Жермены де Фуа и Гийома де Кроя, и реституции, обусловленной Мадридским договором 1526 года. В 1698 году Филипп I Орлеанский объединил различные претензии, и выдвинул иск в Парижском парламенте. 30 апреля 1707 он добился положительного решения, подкрепленного 18 февраля 1708 постановлением двора. Князь де Шиме согласился уступить свои права на владение, но к 1709 году союзные армии изгнали французов из Испанских Нидерландов, и вступили в Монс. Это позволило совету Эно, опасавшемуся расчленения Бельгии и перехода части территории под власть французов, игнорировать распоряжения Мадридского двора. Орлеанский дом не оставил попыток получить наследство, и спор был завершен только в 1791 году.
В 1722 году Энен-Льетар приехал во Францию, и, хотя он никогда не находился на французской службе, был произведен 10 июня в генерал-лейтенанты армий короля со старшинством в чине с 9 мая 1705.
Умер в 1740 году, будучи дуайеном ордена Золотого руна.

## Семья
1-я жена (6.04.1699): Диана-Габриель Манчини-Мазарини (ок. 1672—12.09.1716), дочь Филиппа-Жюльена Манчини-Мазарини, герцога Неверского, и Дианы-Габриели Дама де Тианж
2-я жена (2.05.1722): Анна-Шарлотта де Рувруа де Сен-Симон (8.09.1696 — 27 или 29.09.1763), дочь герцога Луи де Сен-Симона и Женевьевы-Франсуазы де Дюрфор де Лорж
Оба брака были бездетными, и семейные владения перешли к младшему брату Александру-Габриелю-Жозефу де Энен-Льетару.